# Tsjoekotsjja
(Bolsjaja) Tsjoekotsjja (Russisch: (Большая) Чукочья) is een factorij (selo) in het noorden van de oeloes Nizjnekolymski in het noordoosten van de Russische autonome republiek Jakoetië. De plaats ligt aan de linkeroever (noordzijde) van de rivier de Grote Tsjoekotsjja, iets van haar monding in de Golf van Kolyma. De plaats ligt op 165 kilometer van het oeloescentrum Tsjerski en 120 kilometer van het naslegcentrum Pochodsk (nasleg Pochodski). In 2001 telde het 3 inwoners.
In 2009 bevonden zich er twee houten huizen en een windmolen (voor stroom), die werden bewoond door drie oudere mensen.
Bestuurlijk centrum: Tsjerski

Ambartsjik · Androesjkino · Dve viski · Jermolovo · Kolymskoje · Krestovaja · Michalkino · Nizjnekolymsk · Petoesjki(†) · Pochodsk · Timkino · Tsjoekotsjja